# رمز ثنائي

كلمة „Wikipedia“ بترميز الحاسوب أسكي

الرمز ثنائي (بالإنجليزية: Binary code) هو رمز يكتب المعلومات في مسلسلة رقمية تتكون من رمزين (مثل 0 / 1 أو صحيح/غير صحيح).
.
وأساس ذلك الرمز هو النظام الثنائي في الرياضيات.

عند تنفيذ ذلك الرمز  تستخدم أجهزة إلكترونية تشكل وحدتها حالة لمبة مثلا: مضيئة 1، غير مضيئة 0. ويتكون الجهاز من أعداد كبيرة من تلك الوحدات بحيث يستطاع تمثيل معلومات كثيرة بأعداد كلها 1 أو 0.
يُشكل الرمزين الثنائيين بسبب بساطتها أساس معالجة البيانات الرقمية، وهل لذلك تستخدم في جميع أنواع الحواسيب؛«فالحواسيب تعمل بالرموز الثنائية»

لذلك تسمى أحيانا «رموز الآلات» أو «لغة الآلات».

ويمكن تكوين الرمزين الثنائيين بطريقة آلية بسهولة والحساب والمعالجة الحاسوبية بهما، مثل: التيار الكهربي ساري ← 1 أو منطقيا «حقيقي»؛ التيار لا يمر ← 0، أو منطقيا «غير صحيح». كل من تلك الوحدتين 0 و 1 تسمى بت.
 وعن طريق الربط بينهما في مسلسلات منطقية رياضية في الجبر أو تنفيذها في وصلات كهربائية في هيئة بوابات منطقية يمكن بها تمثيل معلومات معقدة، بل والحساب بها أو معالجتها.
كيف يمكن تمثيل أعداد وكلمات وحروف من ذلك الرمزين؟ يقوم بذلك نظام الترميز ASCII التي ابتكرت للحواسيب، وطبقا لها تكون سلسلة البت
1000001 معادلة „A“, وسلسلة البت 1100001 معادلة „a“; وفي الحقيقة فإن الحروف بالنسبة لنا أسهل في فهمها من سلاسل البتات في النظام الثنائي.
بصفة عامة، لا يقتصر تفسير معلومات بواسطة الرمزين الثنائيين على وسط الحواسيب فقط، وانما يمكن تطبيقه طالما استطعنا إنتاج حالتين مختلفتين وتقديرهما. فمن الممكن مثلا تمثيل معلومات بإطلاق دخان: دخان طويل ← 1، دخان قصير ← 0 .
كما كان يفعل الهنود الحمر، وكانوا ينقلون المعلومات بها ويتفاهمون بها.

## تطبيق الرموز الثنائية

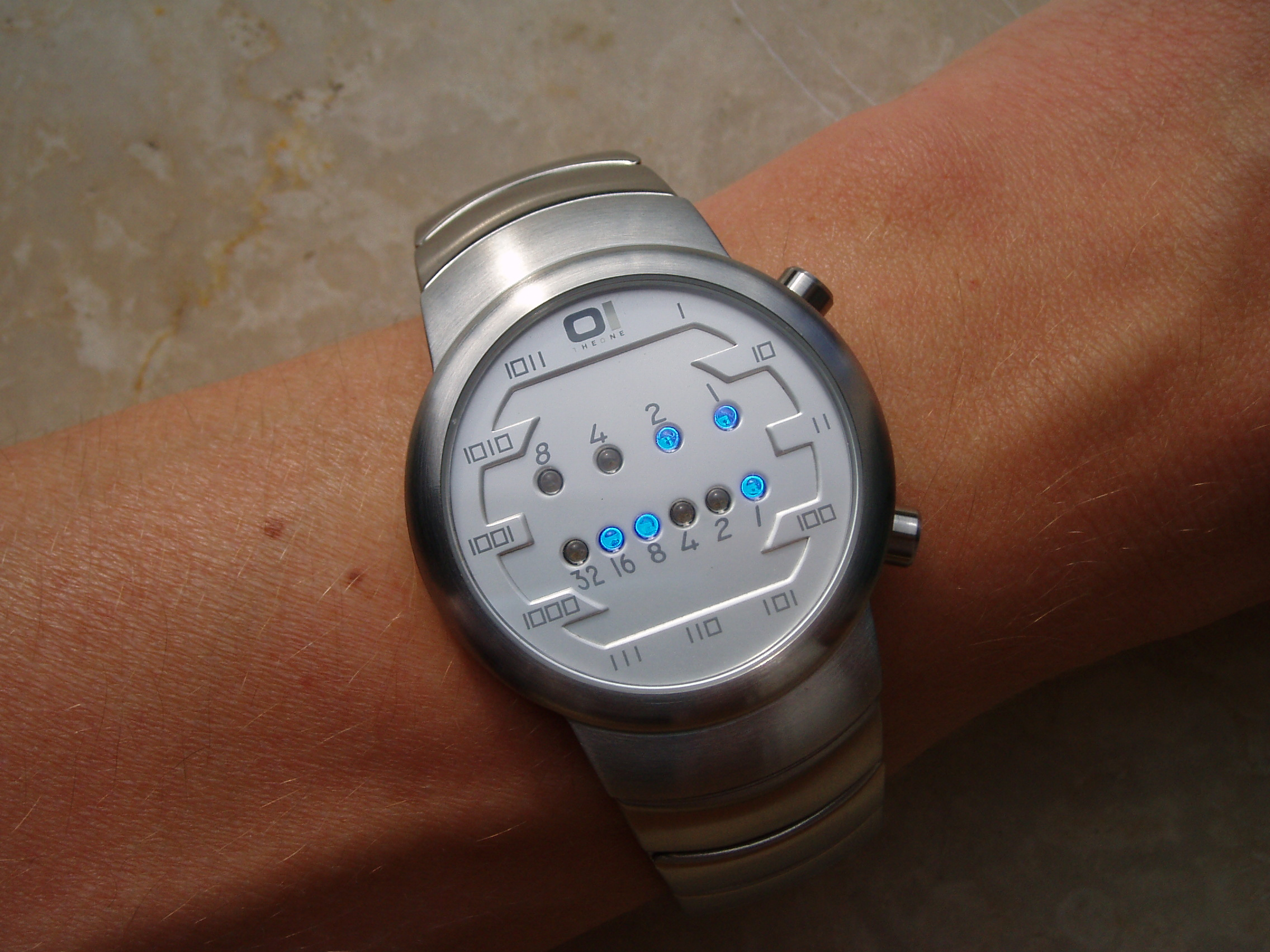
ساعة تبين الوقت بالرمز الثنائي

أثبت «طلود شانون» في نهاية الثلاثينيات إمكانية أجراء عمليات منطقية بواسطة فتح وغلق دائرة كهربائية (حالتان تمثلان 0 أو 1). ويمكن تمثيل الرمزين الثنائيين في التكنولوجيا بطريقة كهربائية أو بطريقة ضوئية. ويمكن تخزين تلك المعلومات، ويمكن معالجة المعلومات بأنظمة خوارزمية معقدة، تعتمد على دوائر كهربائية متكاملة، مثلما نجده في المعالجات processor التي تعمل في الحواسيب.

## تطور أنظمة الترميز الثنائية

### أمثلة
الترميز الثنائي
هي أقدم أنظمة الترميز وأكثرها استخدامًا، وهي تستخدم 1 و 0 مثل النظام الثنائي. وصف هذا الرمز الثنائي في بداية القرن الثامن عشر. ويمكن بواسطة الرقمين الثنائيين مثلا العد باستخدام الأصابع العشرة حتى 1023 ( {\displaystyle \textstyle 2^{10}-1} ). طبقا لهذه الترميز فهي تحدد عدد البتات لتمثيل الأعداد، وفي الغالب تكون: 8 بتات (= بايت).
رموز العشرية المرمزة ثنائياً BCD
في الرموز العشرية المرمزة ثنائياً BCD-Code تتمثل الاعداد 0 - 9 في أربعة بتات. بذلك تنشأ أعداد من 0000 إلى 1001 . تسمى هذه الرموز أحياناً رموز 8-4-2-1.
ترميز EBCDIC
ابتكرت شركة آي بي إم للحواسيب هذا الترميز وهو يتكون من 8 بتات مُرمَّزة، وهي تعتمد على الترميز السابق BCD ويراعي كتابة الأحرف الكبيرة والصغيرة في الإنجليزية، وكذلك العلامات: كالفاصل، وعلامة الاستفهام وغيرها، والأرقام من 0 إلى 9 . يُستخدم هذا الترميز EBCDIC بصفة أساسية في آلات الحواسيب الكبيرة.
ترميز ASCII
التسمية هي اختصار لـ American Standard Code for Information Interchange
وهي تشيفر جميع الرموز بما فيها العلامات الخاصة في الإنجليزية في سبعة بتات.
وهي تشيفر 128 ( {\displaystyle \textstyle 2^{7}} ) من الرموز المختلفة. تستخدم في الحواسيب وفي معالجة المعلومات، وهي تخزن في الحواسيب في وحدات بايت، حيث يخزن 0 في البت الفارغ.

## اقرأ أيضا
- نظام ثنائي
- معالج (بروسيسور)